# Fox Park (Wyoming)
Fox Park es un lugar designado por el censo ubicado en el condado de Albany en el estado estadounidense de Wyoming. En el año 2010 tenía una población de 22 habitantes.

## Geografía
Fox Park se encuentra ubicado en las coordenadas 41°4′43.15″N 106°9′5.45″O / 41.0786528, -106.1515139. 